# Bădragii Vechi, Edineț
Bădragii Noi este un sat din raionul Edineț, Republica Moldova.

## Istoria localitații
Necropola a fost descoperită în anul 1960 de N. Chetraru și cercetată de G. Smirnova în anii 1964-1965. Inventarul funerar constă din vase de lut ars, depuse de regula, în fața defunctului, reprezentate prin cești cu două torțe, căni, cupe (cu rare excepții ne ornamentate) și vase de tip borcan ornamentate în partea superioară cu brâu simplu, brâu crestat sau șir de împunsături.
Prima atestare documentară a localității o găsim intr-un document din 13 februarie 1636, unde satul Badragii Vechi este menționat alături de seliștile Patrauti, Bascaceni si Besedcile. Badragii Vechi fiind un sat de răzeși, moșia satului era proprietatea  locuitorilor.
În 1930 se afla în plasa Briceni, județul Hotin.

## Geografie
Satul are o suprafață de circa 1,37 kilometri pătrați, cu un perimetru de 5,55 km. Distanța directă până în or. Edineț este de 26 km. Distanța directă până în or. Chișinău este de 220 km.

## Resurse naturale
Satul este amplasat pe o suprafață de 11,9 km pătrați dintre care: 
- terenuri cu destinație agricolă – 963 ha;
- terenuri ale fondului silvic – 44 ha;
- bazine acvatice – 206 ha.

## Economia locală
La etapa actuală pe teritoriul satului activează următorii agenți economici:
- SRL „Panaxorium CN” – gospodărie agricolă;
- SRL „Vovc și K” – gospodărie agricolă;
- SA „Victoria” pepenieră piscicolă;
- SC „Ihtiogrup SRL” – creșterea și comercializarea peștelui;
- ÎI „Zaharia Lidia” – comercializarea cu amănuntul;
- ÎI „Cobiac Rodica” - comercializarea cu amănuntul;
- COOP de consum Edineț – magazin;
- Asociația de economii și împrumut a cetățenilor;
- Filiala a băncii de Economii nr.27
- Gospodării țărănești – 121.

Pe teritoriul satului activează cu susținerea administrației publice locale asociația obștească „Eco Badragi”.

## Sfera socială
Pe teritoriul satului funcționează următoarele instituții:
- Gimnaziul;
- Grădinița de copii;
- Căminul cultural;
- Biblioteca publică;
- Oficiul poștal „Poșta Moldovei”;
- Centrul medicilor de familie.

## Demografie
La recensământul din 2004 populația la nivelul comunei Bădragii Vechi constituia 1132 de oameni, dintre care 47,07% fiind bărbați iar 52,93% femei. Compoziția etnică a populația în cadrul comunei: 95,47% - moldoveni, 3,47% - ucraineni, 0,93% - ruși, 0,13% - alte etnii. În comuna Bădragii Vechi au fost înregistrate 286 de gospodării casnice în anul 2004, iar mărimea medie a unei gospodării era de 2,6 persoane.
Conform datelor recensământului din 2014, comuna are o populație de 619 de locuitori, dintre care 48,3%- bărbați și 51,7% - femei.
| Grup etnic                    | Populație | % Procentaj |
| ----------------------------- | --------- | ----------- |
| Băștinași declarați Moldoveni | 585       | 94,5%       |
| Ucraineni                     | 21        | 3,4%        |
| Ruși                          | 8         | 1,3%        |
| Alții                         | 5         | 0,8%        |
| Total                         | 619       | 100%        |

## Administrație și politică
Primarul este Lidia Semenițcaia din partea Mișcării „Respect Moldova”, realeasă în 2023.
Componența Consiliului local Bădragii Vechi (9 consilieri), ales la 5 noiembrie 2023, este următoarea:
|  | Partid                                       | Consilieri | Componență | Componență | Componență |
|  | -------------------------------------------- | ---------- | ---------- | ---------- | ---------- |
|  | Mișcarea „Respect Moldova”                   | 3          |            |            |            |
|  | Partidul Socialiștilor din Republica Moldova | 2          |            |            |            |
|  | Partidul Acțiune și Solidaritate             | 2          |            |            |            |
|  | Partidul Democrația Acasă                    | 1          |            |            |            |
|  | Partidul Social Democrat European            | 1          |            |            |            |